# 克拉斯諾夫山
克拉斯诺夫山（俄语：Гора Краснова）或釜伏山（日语：／）是西萨哈林山脉的山，属萨哈林州托马里区，海拔1,093米，以俄罗斯博物学家安德烈·尼古拉耶维奇·克拉斯诺夫命名。